# Clubiona vigil
Clubiona vigil är en spindelart som beskrevs av Karsch 1879. Clubiona vigil ingår i släktet Clubiona och familjen säckspindlar. Inga underarter finns listade i Catalogue of Life.